# Ratko Martinović
Ratko Martinović  (Slavonski Brod, 7. svibnja 1985.), novinar, autor, pisac, predavač, voditelj i aktivist. Zagovornik uporabe psihodeličnih tvari poput psilocybina, ayahuasce ili kanabisa u ljekovite i spiritualne svrhe. Svoje spoznaje temelji na istraživanjima poznatih autora, istraživača i znanstvenika, ali i na svojim vlastitim iskustvima.

## Životopis
Ratko Martinović je rođen u Slavonskom Brodu gdje je završio osnovnu školu Ivan Goran Kovačić i Tehničku školu Slavonski Brod. Nakon završenog školovanja počinje raditi kao kolumnist na BrodPortal.hr, a ubrzo radi posla odlazi u Zagreb gdje mu se otvaraju razne mogućnosti. Trenutno radi kao glavni urednik portala Nexus Svjetlost, voditelj je tv emisije Klopka na Slavonskobrodskoj televiziji (SBTV), kolumnist je na BrodPortal.hr i blogger na Blog.Večernji.hr. Osim toga, kao autor je napisao dvije knjige: "Svjetske misterije i tajne" (2007.), koja nije izdana u tiskanom obliku već u e-book formatu i koja je katalogizirana u publikaciji Nacionalne i sveučilišne knjižnice te knjige "Subliminalne poruke" (2014.). Radi i na romanu "Kaleidoskop" te knjizi masovne psihologije "Društveni inženjering", koji bi trebali izaći 2016. godine. Aktivno djeluje i kao novinar koji se specijalizirao u područjima sporta, filma i političkog novinarstva, s tisućama objavljenih članaka, filmskih recenzija, kolumna, TV i radio emisija te podcasta u kojima gostuju mnoge istaknute ličnosti današnjice poput Davida Ickea, Williama Engdahla, Stewarta Swerdlowa, Max Egana, Ricka Simpsona, Semira Osmanagića i mnogih drugih. Uz sve to, piše i kratke SF priče te je i organizator SF konvencije Marsonikon. Djeluje i kao aktivist koji se zalaže za potpunu legalizaciju kanabisa za osobne potrebe 5  Arhivirana inačica izvorne stranice od 8. svibnja 2016. (Wayback Machine), a kao predsjednik hrvatske udruge "Medicinska konoplja" je, uz ostale suradnike, napravio ogromne pomake u percepciji kanabisa kao ljekovite biljke. 

## Vanjske poveznice
- http://www.ratkomartinovic.com/  Arhivirana inačica izvorne stranice od 2. lipnja 2016. (Wayback Machine)
- http://blog.vecernji.hr/ratko-martinovic
- http://www.ncbi.nlm.nih.gov/pubmed/25561484
- https://www.psychologytoday.com/blog/unique-everybody-else/201212/the-spirituality-psychedelic-drug-users
- http://www.nexus-svjetlost.com/kolumne/ratko-martinovic/item/3-ratko-martinovic-moje-iskustvo-s-ayahuascom  Arhivirana inačica izvorne stranice od 27. travnja 2015. (Wayback Machine)
- http://x-ica.com/legalizirajmo-konoplju-prije-pet-godina-bili-smo-narkomani/  Arhivirana inačica izvorne stranice od 8. svibnja 2016. (Wayback Machine)
- http://www.medicinska-konoplja.hr/sample-page/  Arhivirana inačica izvorne stranice od 17. svibnja 2016. (Wayback Machine)